# فتقا
فتقا، هي قرية لبنانية من قرى قضاء كسروان في محافظة جبل لبنان.
تبعد فتقا 32 كيلومتر عن بيروت عاصمة لبنان. ترتفع 520 مترا عن سطح البحر وتمتد على مساحة 414 هكتاراً (4.14 كيلو متر مربع).